# قلبم لغزید و گم شد
قلبم لغزید و گم شد 
(به تلوگویی: Gunde Jaari Gallanthayyinde) (به انگلیسی: My heart slipped and lost) فیلمی هندی محصول سال ۲۰۱۳ و به کارگردانی ویجی کومار کوندا است. در این فیلم بازیگرانی همچون نیتین، نیتیا منن و ایشا تالوار ایفای نقش کرده‌اند.